# Domingo Luis Astete Torres
Domingo Luis Astete (Lima, siglo XVIII - Cusco, siglo XIX) fue un militar y abogado del Virreinato del Perú, establecido en el Cuzco. Al igual que su hermano Pablo Astete fue oficial de las milicias realistas y luchó contra los patriotas rioplatenses en las batallas de Guaqui (1811), Tucumán (1812) y Salta (1813). En 1814 formó parte de la Junta de Gobierno del Cuzco, establecida tras el alzamiento de los hermanos Angulo y el brigadier Mateo Pumacahua, pero hostigado por la plebe por su origen aristocrático, se retiró.

## Biografía
Su padre, Domingo Astete y Mercado, fue un abogado y aristócrata limeño que pasó al Cuzco con motivo de su matrimonio con una señora que disfrutaba de una regular fortuna. Tuvo varios hijos, entre los que destacaron Pablo y Domingo Luis. Ambos fueron oficiales de los cuerpos de milicias, pues el gobierno colonial solía colocar en tal posición a las personas notables de las provincias.
Pablo y Domingo Luis fueron jefes de batallones en el Ejército Realista del Perú que marchó al Alto Perú, invadida por los patriotas rioplatenses en 1811. Ambos lucharon en la batalla de Guaqui, que fue un triunfo de las armas realistas, y avanzaron hasta el norte de la actual Argentina, donde sufrieron las derrotas de Tucumán y Salta, en  1812 y 1813, respectivamente. Los realistas debieron capitular ante los patriotas y se replegaron al Alto Perú. Tras este revés, Pablo y Domingo Luis se separaron del servicio activo.
Cuando en la ciudad del Cuzco estalló la Rebelión de 1814 encabezada por los hermanos Angulo y el brigadier Mateo Pumacahua, se formó en Cabildo Abierto una Junta de Gobierno cuyos miembros fueron Mateo Pumacahua (presidente), el coronel Domingo Luis Astete y el teniente coronel Juan Tomás Moscoso. Pero la gente desconfiaba de estos dos últimos, por ser realistas. La casa de Astete fue asaltada el 30 de noviembre de 1814 por gente de la plebe, asegurándose que el autor de este atentado fue Vicente Angulo, hermano de José Angulo, cabeza principal de la revolución, y que se había autoproclamado capitán general. La casa fue saqueada y Astete tuvo que huir para salvar su vida. Tanto Astete como Moscoso fueron sustituidos en la Junta por los hermanos José y Vicente Angulo.
En 1829 y 1832 fue senador por el departamento del Cusco.
Astete se retiró al campo y no volvió a intervenir en política, a pesar de que muchos le rogaron para que volviera. Vuelta la paz, se dedicó como letrado a defender a los pobres y a sus amigos.
Casado en el Cuzco, fue padre de Pedro Astete, que ya bajo la República fue prefecto, diputado a Congreso y diplomático.